# 21732 Rumery
A 21732 Rumery (ideiglenes jelöléssel 1999 RW142) a Naprendszer kisbolygóövében található aszteroida. A LINEAR projekt keretében fedezték fel 1999. szeptember 9-én.